# جون سترونج (معلق رياضي)
جون سترونج (بالإنجليزية: John Strong)‏ هو معلق رياضي أمريكي، ولد في 21 يونيو 1985.